# 卡爾·腓特烈 (什勒斯維希-霍爾斯坦-戈托普)
卡爾·弗里德里希（德語：Karl Friedrich, Herzog von Schleswig-Holstein-Gottorp，1700年4月30日—1739年6月18日），霍爾斯坦-戈托普公爵，俄羅斯沙皇彼得三世的父親。
他是舅舅瑞典国王卡尔十二世的储君。但1718年卡尔十二世在对挪威的战争中阵亡后，卡爾·弗里德里希的姨妈乌尔丽卡·埃利诺拉自称继承王位并控制国会，以长姐海薇格·索菲亚的婚姻未得议会准许为由否认了卡爾·弗里德里希的王位继承权。卡爾·弗里德里希被迫承认她为女王，仅请求成为储君，她却以丈夫弗雷德里克为储君，卡爾·弗里德里希遂离开瑞典。

## 家庭
1725年，卡爾·弗里德里希與彼得大帝的長女安娜·彼得羅芙娜結婚，生子卡尔·彼得·乌尔里希。卡尔·彼得·乌尔里希因为身兼沙俄和瑞典两国王室血统，同时被两国选为储君，因沙俄抢先，瑞典只能作罢。卡尔·彼得·乌尔里希於1762年成為俄羅斯沙皇彼得三世。